# Farmington (Californie)
Pour les articles homonymes, voir Farmington.
Farmington est une census-designated place (CDP) du comté de San Joaquin en Californie, aux États-Unis.

## Démographie
| 2000 | 2010 | - | - | - | - |
| ---- | ---- | - | - | - | - |
| 262  | 207  | - | - | - | - |